# Assane Diao
Assane Diao Diaoune (Ndangane, 2005. szeptember 7. –) szenegáli születésű spanyol korosztályos válogatott labdarúgó, a Como játékosa.

## Pályafutása

### Klubcsapatokban
A CD Badajoz, a Flecha Negra és Balón de Cádiz korosztályos csapataiban nevelkedett, majd 2021-ben a Real Betis akadémiájának lett a tagja. A tartalék csapatban vették először számításba.. 2023. július 26-án 2027. június 30-ig szóló profiszerződést kötött vele a klub. Szeptember 21-én mutatkozott be a felnőttek között az Európa-ligában a skót Rangers ellen 1–0-ra elvesztett mérkőzésen a 88. percben Isco cseréjeként. Szeptember 28-án góllal mutatkozott be a bajnokságban a Granada elleni 1–1-re végződő találkozón. A következő fordulóban a Valencia ellen ismét eredményes volt. Október 5-én a cseh Sparta Praha ellen 2–1-re megnyert Európa-liga-mérkőzésen megszerezte a sorozatban az első gólját.
2025. január 7-én leszerződtette a Como.

### A válogatottban
Szenegáli születésű, de hároméves korában Spanyolországba költözött a családjával, és kettős állampolgár lett később. Többszörös spanyol korosztályos válogatott labdarúgó. Tagja volt a 2023-as és a 2024-es U19-es labdarúgó-Európa-bajnokságon résztvevő válogatottnak. A 2024-es U19-es Európa-bajnokság döntőjében gólt szerzett, amivel 2–0-ra legyőzték a francia U19-es válogatottat.

## Család
Ikertestvére Ousseynoub és unokatestvére, Sidya Fall szintén labdarúgók.

## Sikerei, díjai
- Spanyolország U19
  - U19-es labdarúgó-Európa-bajnokság: 2024[13]